# District de Muan
Le district de Muan est un district de la province du Jeolla du Sud, au sud de la Corée. En 2005, le quartier de Namak dans la municipalité de Samhyang est devenu la capitale provinciale, succédant à Gwangju. Les symboles du district sont le chrysanthème, le zelkova et le héron blanc. Il se présente comme étant « la vallée du sol jaune ».

## Géographie

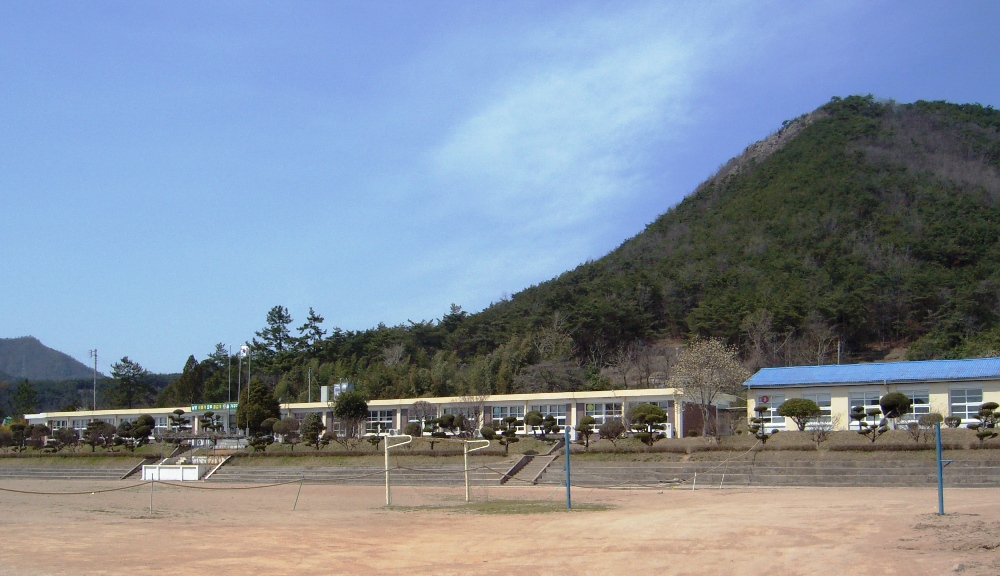
L'école primaire de Mongtanbuk

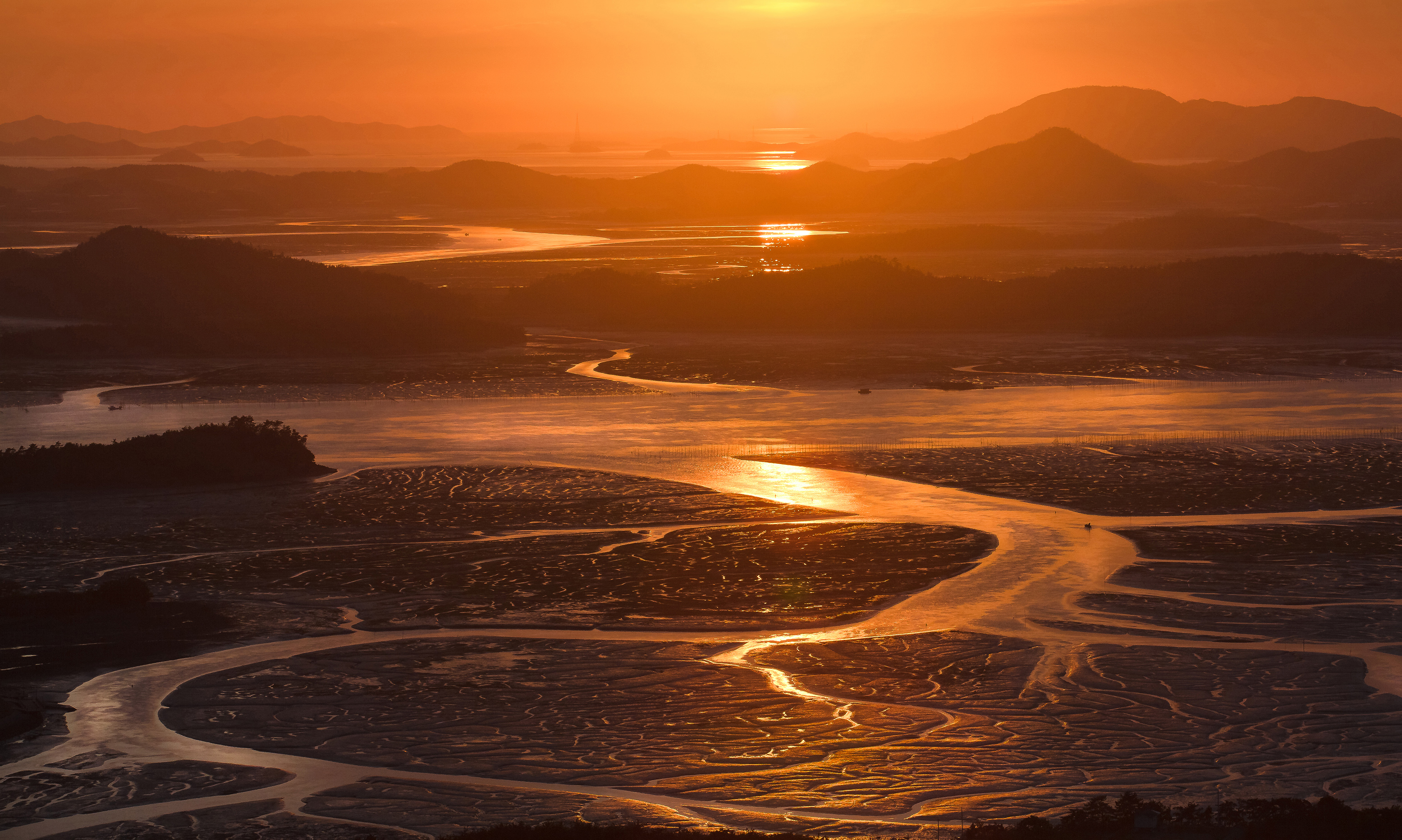
Vasières à Muan. Mai 2015.

Le district de Muan se trouve au sud-ouest de la péninsule coréenne entre la mer Jaune et le fleuve Yeongsan, juste au nord de la ville de Mokpo. Il est relativement plat et donc plus propice à l'agriculture que le reste de la province. Il comporte 43 % de terres agricoles contre 27 % en moyenne dans le Jeolla du Sud et 36 % de forêts. 
Situé juste devant les îles de Sinan, la côte est très découpée ; 27 îles font partie du district dont deux sont habitées portant la longueur totale de la côte à 220 km. Cette côte est formée de plages et de vasières. Toutefois, de nombreuses terres ont été asséchées pour agrandir les zones urbaines et pour construire des complexes industriels. Les monts Seungdal, haut de 332 m, s'élèvent au milieu du district. Suivant les règles de divination basées sur la topographie, c'est un bon endroit pour les funérailles et ils contiennent de nombreux tombeaux ainsi que Beopcheonsa, un temple bouddhiste.
Après avoir fortement diminué à cause de l'exode rural, la population totale du district est passée de 70 212 habitants en 2000 à 74 501 habitants en novembre 2010.
Le district est composé de 6 communes rurales (myeons) et 3 petites villes (eups). Ces trois villes sont :
- Muan (무안), 10 757 habitants en 11/2010, classé eup depuis 1979.
C'est le siège de l'université Chodang (en) et de son musée des lunettes.
- Illo (일로, 34° 51′ 04″ N, 126° 29′ 25″ E), 8024 habitants en 12/2010, eup depuis 1980.
- Samhyang (삼향, 34° 49′ 23″ N, 126° 26′ 30″ E), 25 375 habitants en 1/2011, eup depuis le 1.1.2011.
Cette commune est située dans la banlieue de Mokpo et accueille à Namak le siège du gouvernement de la province de Jeolla du Sud.
- L'université nationale de Mokpo se trouve dans la commune de Cheonggye et présente un musée d'histoire régionale depuis 1981.

## Agriculture et pêche
Le district fournit 16 % de la production coréenne en oignons ainsi qu'une grande quantité de patates douces et de plantes de lotus pour la fabrication de pâtes.
La mer fournit essentiellement des pieuvres, des mulets, des algues et des huîtres.

## Monuments et culture
Muan est célèbre pour son festival du lotus qui a lieu en août à Heosan Baekryun Ji. Ce site est centré sur un réservoir de 330 000 m² construit pendant l'occupation japonaise pour l'irrigation et est depuis recouvert de fleurs de lotus.
La maison de Choeui Seonsa, son lieu de naissance, est maintenant un musée. Né le 5.4.1786 (calendrier lunaire) dans le village de Wangsan à Samhyang, il était un poète taoïste maîtrisant la calligraphie, la peinture, la préparation du thé, la poésie et la philosophie.
Le village de Yongwueol près du réservoir de Yongyeon accueille 4000 hérons entre avril et octobre avant que ces oiseaux ne repartent passer l'hiver en Asie du sud-est. Ce site a été désigné monument naturel (en) n° 211.
Beopchonsa est un temple bouddhiste fondé en 725 par Jeongmyeong, un moine originaire de Geumji dans l'ouest de la Chine.
Wongapsa est un temple situé dans le village de Sangil à Hejae. Après la perte de ses deux statues de Bouddha, l'une durant les dernières années de la colonisation japonaise, l'autre pendant la guerre de Corée et le transfert de la cloche au temple de Bogwang, il n'abrite plus qu'un seul bâtiment de valeur, le pavillon Muryangjeon.
Yaksasa est un temple qui avait été fermé à l'avènement de la dynastie de Joseon (1392-1910) et nouvellement reconstruit. Il abrite un Bouddha en pierre haut de 3,10 m datant de la dynastie de Koryo (935-1392).
Sikyoungjung est un pavillon de lecture construit en 1630 par Han Ho au bord de la rivière Yeongsan dans le village de Isan.